# Bazar
Um bazar é um mercado, frequentemente coberto, comum em áreas de influência islâmica, mas não exclusivamente. O nome vem da palavra persa bāzār, que por sua vez deriva do pálavi baha-char, que significava "o lugar dos preços".
Em um bazar podem ser encontrados vários tipos de produtos, eventualmente também objetos inusitados ou exóticos, a preços mais baixos.
No Brasil é uma pequena loja que normalmente vende: material escolar, papelaria, armarinho, aviamento, produtos de limpeza, artigos domésticos, roupas, produtos descartáveis, ferragens, materiais elétricos , materiais hidráulicos, decoração e alguns artigos para presentes.

## Galeria

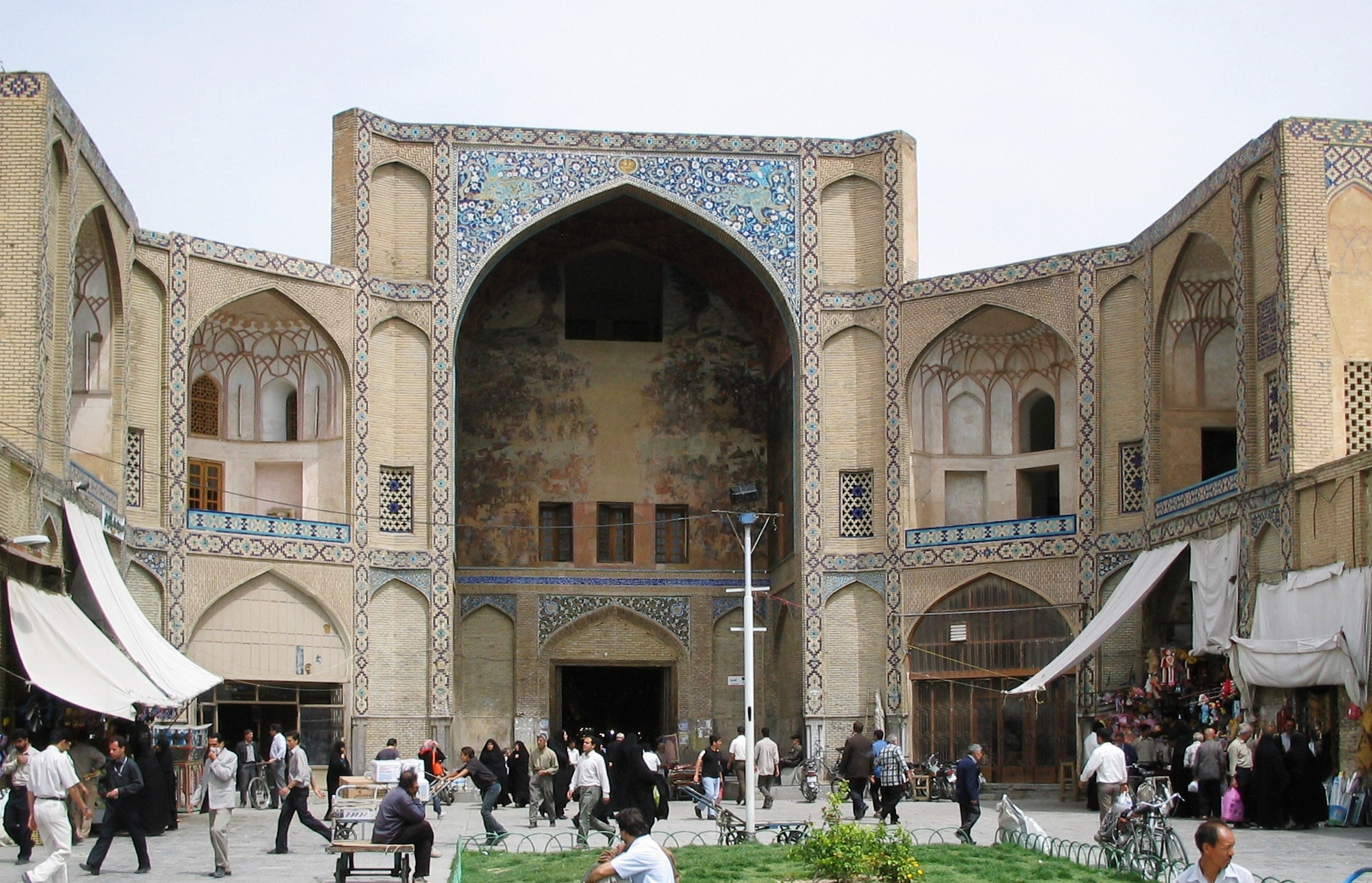
Uma das várias entradas do Bazar de Isfahan, Irã
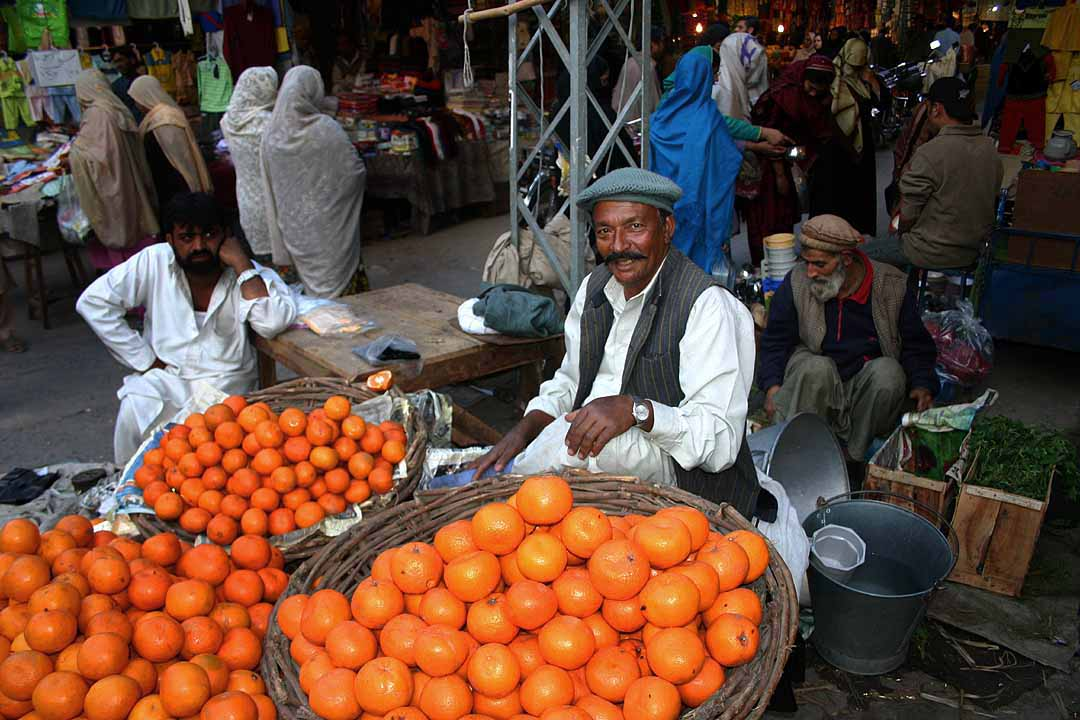
Um mercado em Peshawar, Paquistão
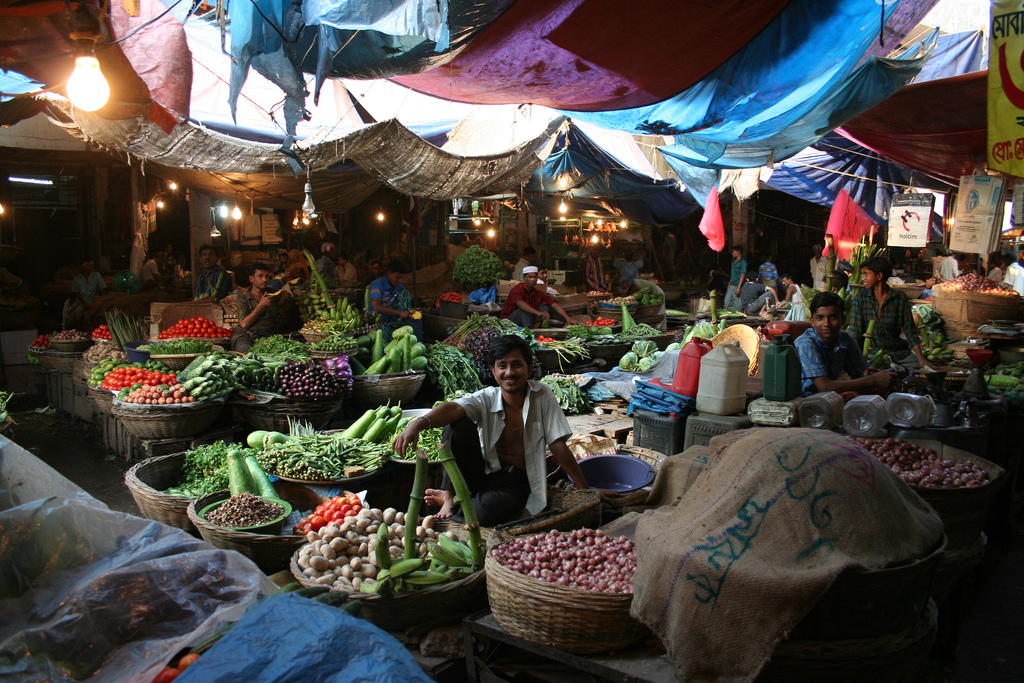
Bazar em Bangladesh
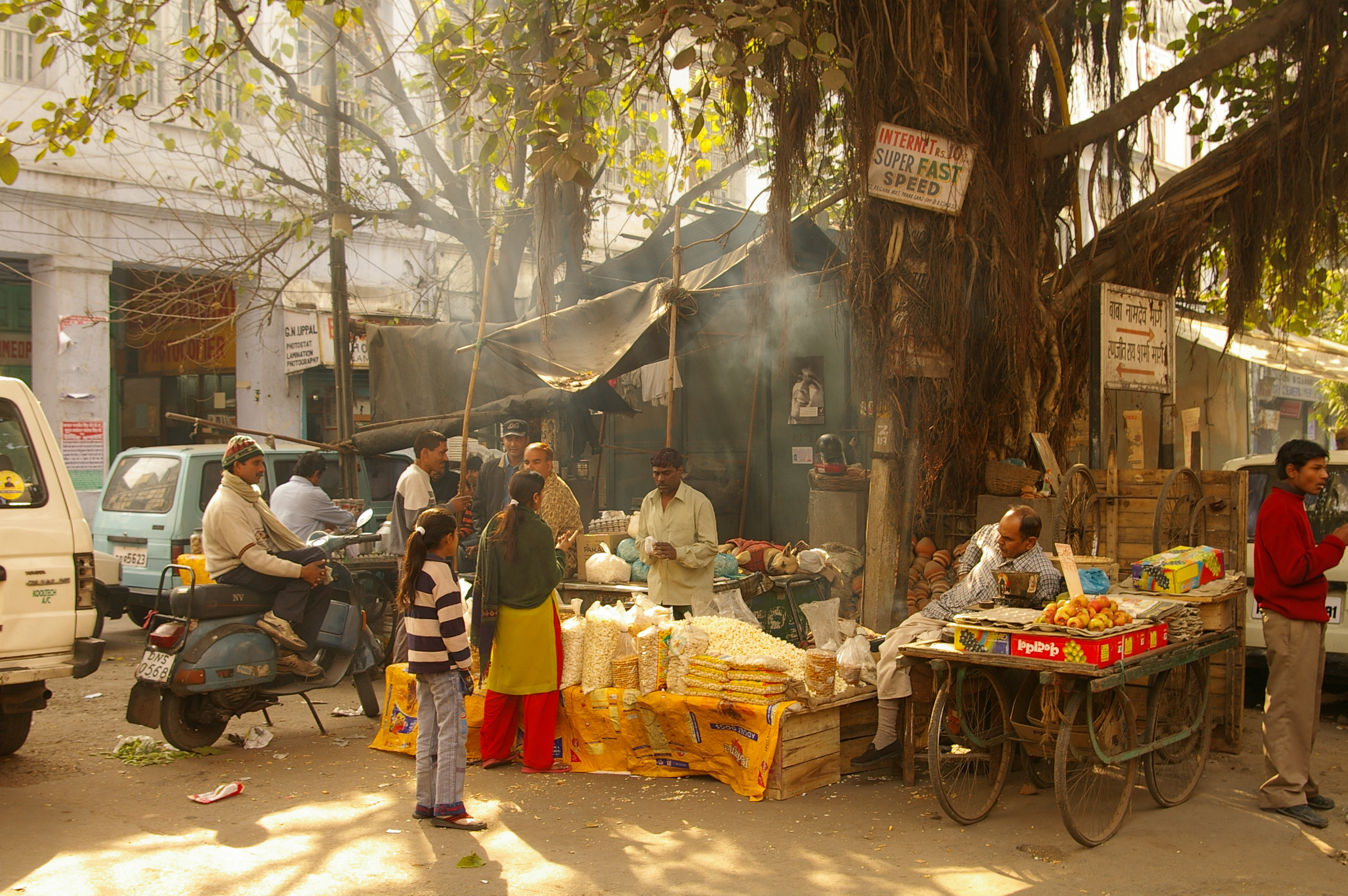
Bazaar em Delhi, Índia
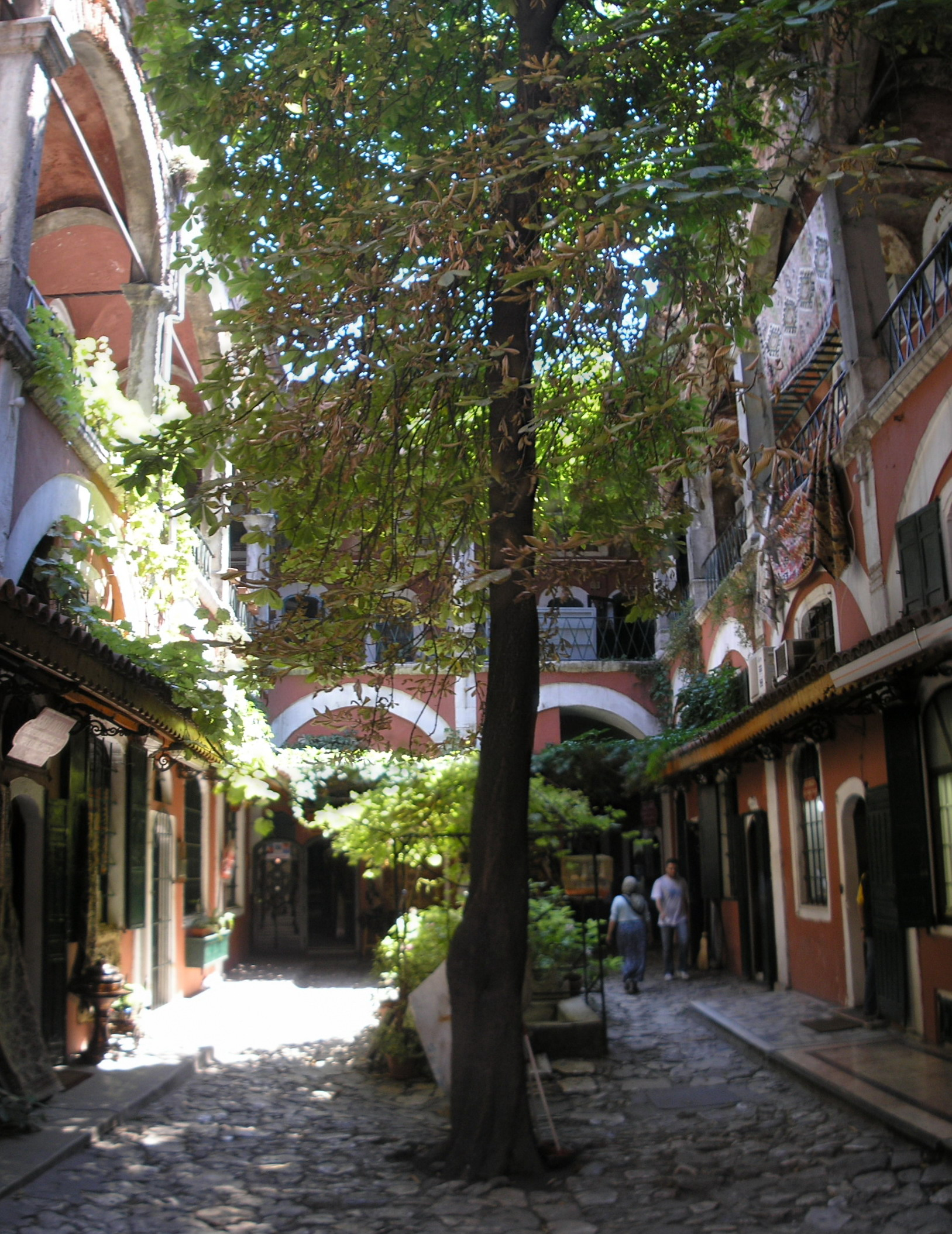
Pátio interno do Grande Bazar de Istambul
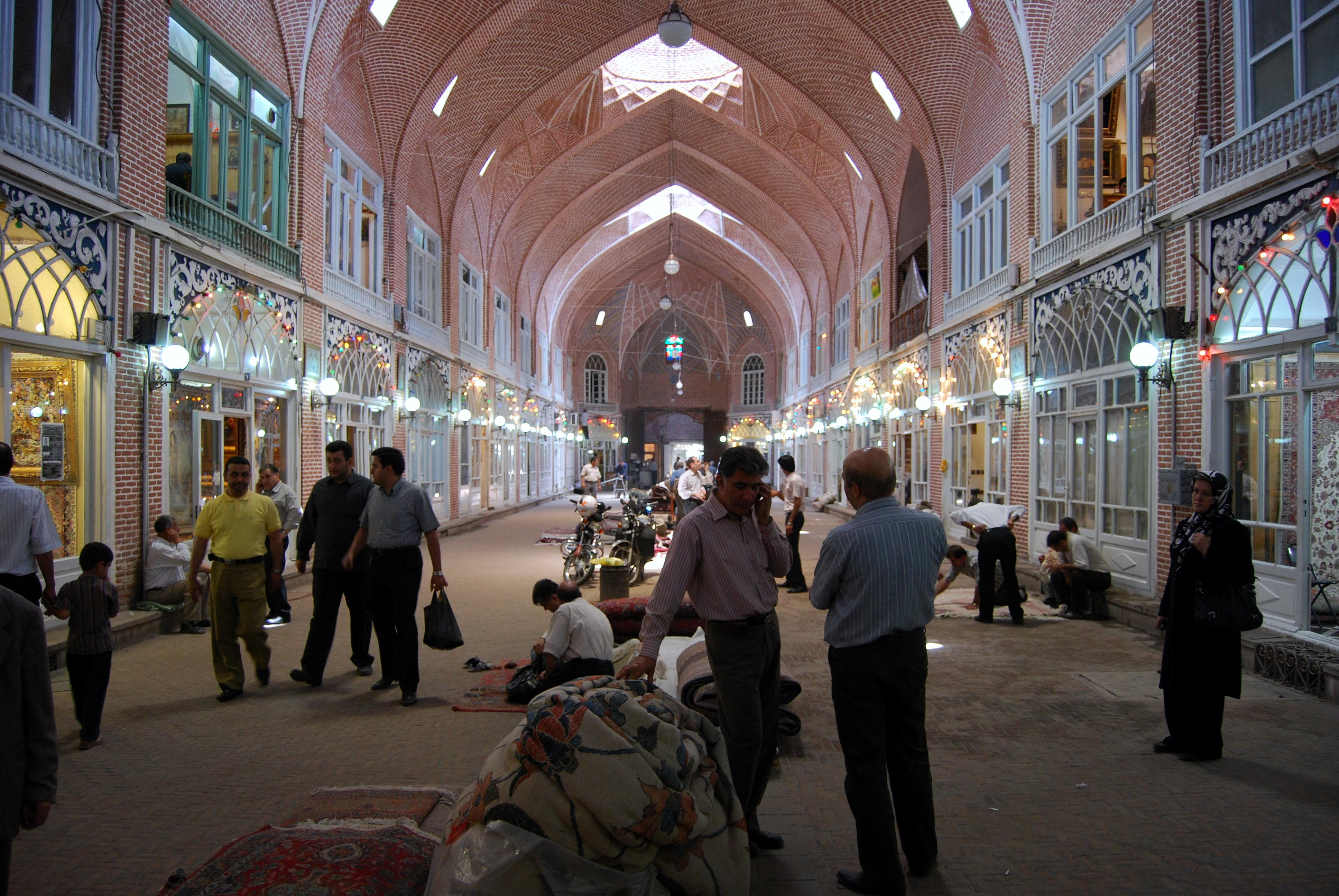
O bazar de Tabriz, Irã.